# Батьківщина (село)
Батьківщи́на (раніше — Гута Батьківщина) — село в Україні, у Народицькій селищній територіальній громаді Коростенського району Житомирської області. Кількість населення становить 1 особу (2001).

## Населення
Кількість населення, станом на 1923 рік, становила 220 осіб, кількість дворів — 46.
Відповідно до результатів перепису населення СРСР, кількість населення, станом на 12 січня 1989 року, становила 19 осіб.
Станом на 5 грудня 2001 року, відповідно до перепису населення України, кількість мешканців села становила 1 особу.

## Історія
До 1921 року — хутір Татарновицької волості Овруцького повіту Волинської губернії. В березні 1921 року, в складі волості, увійшов до Коростенського повіту Волинської губернії. У 1923 році хутір включений до складу новоствореної Сарновицької сільської ради, котра, від 7 березня 1923 року, стала частиною Народицького району Коростенської округи. У 1954 році віднесений до категорії сіл. 30 грудня 1962 року, внаслідок укрупнення районів, в складі сільської ради, село увійшло до Коростенського району Житомирської області.
7 січня 1963 року, відповідно до рішення Житомирського облвиконкому № 2 «Про зміну адміністративної підпорядкованості окремих сільських рад і населених пунктів», село передане до складу Любарської сільської ради Овруцького району. В складі сільської ради 4 січня 1965 року увійшло до Малинського району, 5 лютого 1965 року — Овруцького району, 8 грудня 1966 року — Народицького району Житомирської області.
15 січня 1982 року, відповідно до рішення ЖОВК № 19 «Про зміни адміністративно-територіального поділу Народицького району», село передане до складу відновленої Розсохівської сільської ради Народицького району.
23 липня 1991 року, відповідно до постанови Кабінету Міністрів Української РСР № 106 «Про організацію виконання постанов Верховної Ради Української РСР…», село віднесене до зони гарантованого добровільного відселення (третя зона) внаслідок аварії на Чорнобильській АЕС.
24 травня 2007 року, відповідно до постанови Житомирської обласної ради, внаслідок ліквідації Розсохівської сільської ради, село увійшло до складу Народицької селищної ради.
6 серпня 2015 року увійшло до складу Народицької селищної територіальної громади Народицького району Житомирської області. 19 липня 2020 року, в складі громади, підпорядковане до Коростенського району Житомирської області.